# Josef Panáček
Josef Panáček, né le 8 septembre 1937 à Staré Město (district d'Uherské Hradiště) et mort le 5 avril 2022, est un tireur sportif tchécoslovaque.

## Carrière
Josef Panáček participe aux Jeux olympiques de 1976 à Montréal et remporte la médaille d'or dans l'épreuve du skeet.